# Stoßtriebwagen

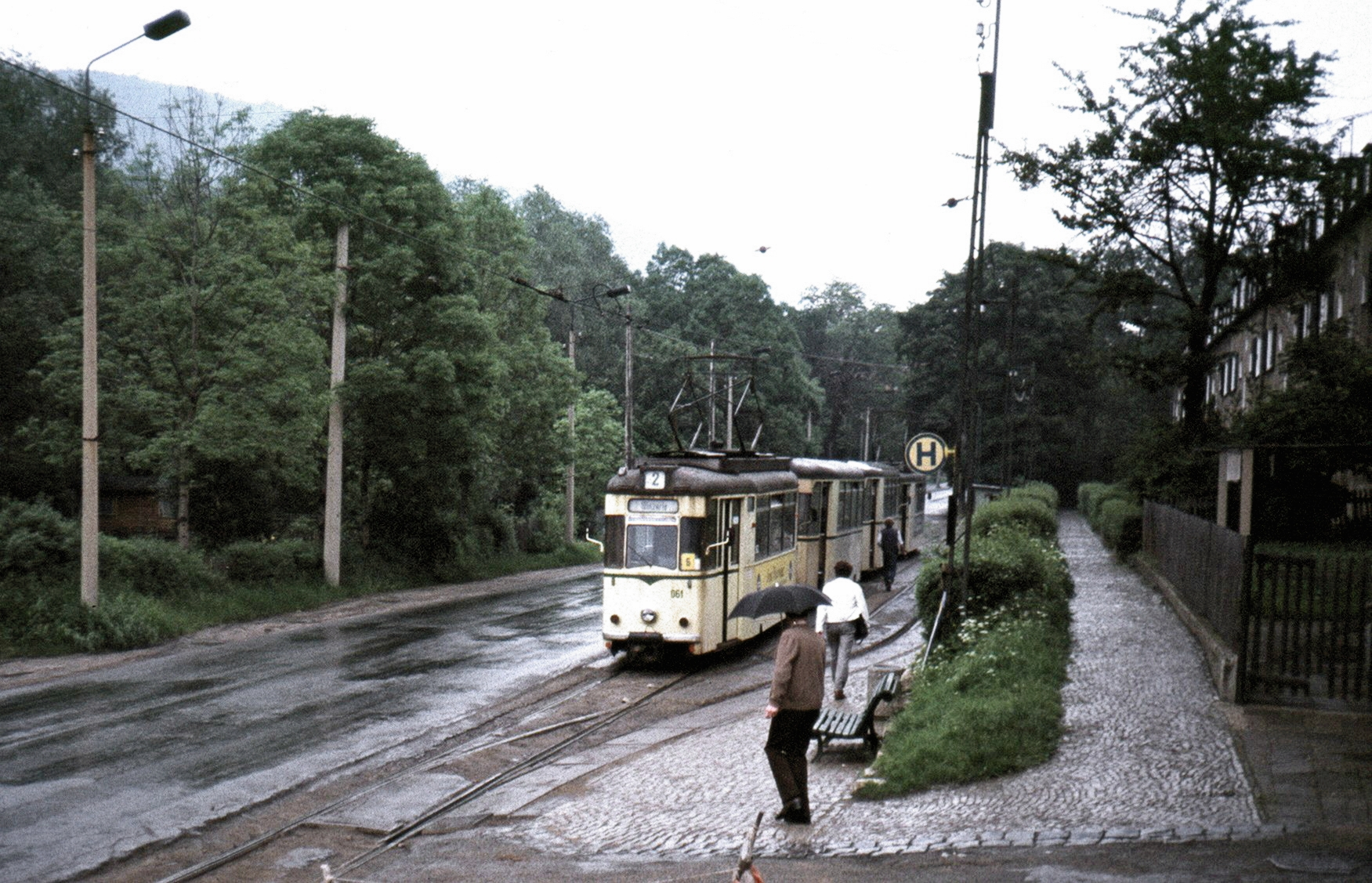
Jena 1987: Trotz vorhandener Umfahrmöglichkeit kommt ein Stoßtriebwagen zum Einsatz, der angekommene Triebwagen steht im Hintergrund, der des vorhergehenden Zuges hat die Beiwagen übernommen

Ein Stoßtriebwagen, auch Standtriebwagen genannt, ist ein Triebwagen einer Straßenbahn, der an der Endstation einer eingleisigen Strecke ohne Wendeschleife, Gleisdreieck oder Umsetzgleis zum Einsatz kommt, um – trotz minimaler Infrastruktur – dennoch einen Beiwagenbetrieb zu ermöglichen. Dieses Verfahren war früher insbesondere bei der Straßenbahn Wien häufig anzutreffen, wird heute aber nirgendwo mehr praktiziert.

## Beschreibung
Im Gegensatz zur klassischen Umsetzendstelle mit zwei Weichen, kann beim Einsatz von Stoßtriebwagen auf eine Weiche verzichtet werden. Hierbei wartet der Stoßtriebwagen auf einem der beiden Stumpfgleise das Eintreffen des nächsten Zuges ab und setzt sich anschließend vor diesen, um den oder die Anhänger zu übernehmen und mit diesem oder diesen zurückzufahren. Der angekommene Triebwagen wird hingegen zum neuen Stoßtriebwagen und wartet wiederum das Eintreffen des nächsten Kurses ab.
Von Nachteil ist hierbei der zusätzliche Fahrzeugbedarf, weil für jede Linie pro Endstelle mit Stoßtriebwagen ein zusätzlicher Umlauf samt Personal eingeplant werden muss. Im Gegenzug wird für das Umsetzen weniger Zeit benötigt, weshalb mitunter trotz vorhandener Umfahrmöglichkeit auf Stoßtriebwagen zurückgegriffen wird. Nicht zuletzt muss der Beiwagen nicht gesondert gegen Wegrollen gesichert werden, weil – für wenige Sekunden – zwei Triebwagen gleichzeitig vorne und hinten an diesen gekuppelt sind.
Eine Alternative zum Stoßtriebwagen stellt der Einsatz von Nachlauftriebwagen, Zwillingstriebwagen oder Steuerwagen dar; in diesen Fällen kommt die Endstelle trotz Mehrwagenzügen sogar ganz ohne Weiche und zweites Stumpfgleis aus.